# 卖花渔村
卖花渔村，本名洪岭村，是中华人民共和国安徽省黄山市歙县雄村镇下辖的一个村。。位于歙县城东南7公里。村民以洪姓为主，自唐末迁居于此。因村形似鱼，以及村民靠卖花为生而得名。

## 中国传统村落
2013年8月，卖花渔村获评第二批中国传统村落。